# František Koukolík
František Koukolík (* 22. listopadu 1941 Praha) je český neuropatolog, spisovatel a publicista věnující se zejména popularizaci svého oboru, se značným přesahem do společenských otázek a propagace kritického myšlení a vědeckého přístupu.

## Osobní život
Narodil se v Praze do rodiny systémového inženýra zaměstnaného v Českých loděnicích a matky, která byla nejdříve v domácnosti, poté pracovala jako sekretářka. Na gymnáziu maturoval roku 1958, doporučení ke studiu na vysokou školu však neobdržel pro údajný buržoazní původ. Začal proto pracovat v libeňských Českých loděnicích jako pomocný dělník.
„Samozřejmě, že jsem se cítil hrozně ublížený a ponížený. Teprve později jsem pochopil, že to byla ta nejužitečnější zkušenost na začátku života.“
František Koukolík
Během studia, když byl ve čtvrtém ročníku lékařské fakulty, se oženil se spolustudentkou Hanou Čábelovou, která se posléze stala neuroložkou. V roce 1967 adoptovali manželé tehdy jedenáctiměsíčního syna Jana. Roku 1971 se jim narodil syn Tomáš.
František Koukolík se soustavně zajímal o společenské vědy. O tom svědčí jeho následující citát:
„Fascinovali mne zejména Karl Popper, Arthur Koestler stejně jako George Orwell.“
František Koukolík

## Profesní kariéra
V roce 1959 dostal souhlas ke studiu na vysoké škole a nastoupil na Fakultu všeobecného lékařství Univerzity Karlovy v Praze. Promoval na jaře 1965. Po absolutoriu začal pracovat na I. Anatomicko-patologickém ústavu FVL UK v Praze, kde vykonal atestaci z patologie. Od roku 1969 působil na oddělení chirurgie českokrumlovské nemocnice. V roce 1971 přešel do nemocnice v Českých Budějovicích, kde se atestoval v oboru chirurgie a od roku 1973 pracoval jako primář patologie v nemocnici v Jindřichově Hradci. Neuropatologií se začal hlouběji zabývat poté, co v roce 1974 zemřela pacientka s diagnostikovanou ztrátou paměti, u níž byl pitvou prokázán mozkový nádor. V roce 1986 získal titul kandidát věd (CSc.), když obhájil práci týkající se epidemiologie Alzheimerovy choroby. Roku 1991 pak obhájil doktorskou dizertační práci zabývající se vztahem mozku a stárnutí a získal titul doktor věd (DrSc.).
Od roku 1983 pracuje na pozici primáře patologického oddělení Fakultní Thomayerovy nemocnice v Praze. Na žádost ministerstva zdravotnictví začal v roce 2001 budovat Národní referenční laboratoř pro transmisivní spongiformní encefalopatii a Creuzfeldtovu–Jakobovu nemoc, jejímž se stal vedoucím. V roce 2003 byla Světovou zdravotnickou organizací (WHO) certifikována a patří do sítě evropských laboratoří vykonávajících dohled nad prionovými chorobami. Dokončena byla ke konci roku 2006 a nese název Laboratoř lidských prionových chorob. K roku 2008 byla tato laboratoř jediným takovým zařízením na světě, které kontinuálně testovalo mozky dárců poskytujících rohovky.
Koukolík je členem České lékařské akademie. Přednášel na 3. lékařské fakultě UK v Praze, kde v letech 1997 až 2010 zároveň působil ve vědecké radě. Mimořádně měl přednášky také na Filozofické fakultě UK a Filmové a televizní fakultě Akademie múzických umění (FAMU).[zdroj?]

## Publicistika
Ve svých knihách a esejích se zabývá problematikou mozku, mozkových chorob a poruch, vztahem mozkových funkcí a duševního života člověka. Věnuje se vědecké esejistice. Vydal okolo padesáti časopiseckých vědeckých publikací a řadu monografií o vztahu poškození mozku a duševních funkcí, z toho často o psychopatii a sociopatii. Na daná témata také přednáší. Kromě přednášek přispívá do vysílání v rozhlase (Meteor, Leonardo) a do televize (např. seriál Mozek a jeho duše, Vysílá Britannica, Hádala se duše s tělem, Jádro) i do časopisů či novin. V České republice zpopularizoval pojmy deprivant, mem a jiné.
Ve svých knihách používá velké množství odkazů na internetové zdroje včetně odkazů na anglickou verzi Wikipedie.

## Ocenění
Získal cenu ČSAV za popularizaci vědy (1992), cenu nakladatelství Vyšehrad (1994) a cenu rozhlasového pořadu Meteor za knihu Mozek a jeho duše (1995), cenu firmy Janssen za knihu Lidský mozek. Funkční systémy. Norma a poruchy (2001), cenu Vojty Náprstka České Akademie věd za popularizaci věd o mozku (2006). Vondráčkovu cenu České psychiatrické společnosti (2004) obdržela kniha napsaná společně s R. Jirákem Demence (Neurobiologie, klinický obraz a terapie). Další Vondráčkovu cenu obdržela kniha napsaná společně s L. Motlovou Citový mozek (2006).
Jméno po neuropatologovi obdržela planetka (10213) Koukolík, kterou objevili Miloš Tichý a Zdeněk Moravec 10. září 1997 na Kleti.
15. března 2018 byl pasován na v pořadí 24. rytíře českého lékařského stavu.
15. září 2021 obdržel Cenu předsedy RVVI za popularizaci výzkumu.

## Knihy
- KOUKOLÍK, František. Strukturální podklady poruch paměti : určeno pro neurology, psychology, psychiatry, gerontology, lékaře zabývající se problematikou paměti. Brno: Institut pro další vzdělávání pracovníků ve zdravotnictví, 1991. 81 s. ISBN 80-7013-099-7.
- KOUKOLÍK, František a Jana DRTILOVÁ. Odlišné dítě. Praha: Vyšehrad, 1994. 136 s. ISBN 80-7021-097-4.
- KOUKOLÍK, František. Fyziologický základ chování člověka ve vazbách na trvale udržitelný vývoj a uchování vztahů člověk – příroda : (současnost a alternativy vývoje). Praha: Český ekologický ústav, 1994. 42 s.
- KOUKOLÍK, František. Housata a svatý Augustin a jiné eseje. Praha: Vyšehrad, 1994. 123 s. ISBN 80-7021-133-4.
- KOUKOLÍK, František. Lenochod a vesmír : o hvězdách, atomech, životě a vědcích. Ilustr. Adolf Born. Praha: Vyšehrad, 1995. 154 s. Edice O hvězdách, atomech, životě a vědcích. ISBN 80-7021-155-5.
- KOUKOLÍK, František. Mozek a jeho duše. Ilustr. Vladimír Renčín. Praha: Makropulos, 1995. 223 s. ISBN 80-901776-1-1.
  - 2., přeprac. vyd. Praha: Makropulos, 1997. 271 s. ISBN 80-86003-08-6.
  - 3., přeprac. a rozšíř. vyd. Praha: Galén, 2005. 274 s. Edice Makropulos. ISBN 978-80-7262-314-3. (Dotisk 2008.)
  - 4., přeprac. a rozšíř. vyd. Praha: Galén, 2014. 455 s. Edice Makropulos. ISBN 978-80-7492-069-1.
- KOUKOLÍK, František. Vybrané přednášky o vztahu mozku a chování. Praha: Karolinum, 1995.
- KOUKOLÍK, František a Jana DRTILOVÁ. Vzpoura deprivantů : o špatných lidech, skupinové hlouposti a uchvácené moci. Praha: Makropulos, 1996, ISBN 80-901776-8-9.
- KOUKOLÍK, František. Mravenec a vesmír. Ilustr. Miroslav Barták. Praha: Vyšehrad, 1997. 182 s. Edice O hvězdách, atomech, životě a vědcích. ISBN 80-7021-182-2.
- KOUKOLÍK, František. Kniha o Evě a Adamovi. Ilustr. Miroslav Barták. Praha: Makropulos, 1997. 309 s. ISBN 80-86003-14-0.
- KOUKOLÍK, František. O vztahu lidského mozku a chování: strukturální a funkční podklady některých neuropsychiatrických chorob. Praha: Karolinum, 1997. 256 s. ISBN 80-7184-276-1.
- KOUKOLÍK, František a Pavel KOUBSKÝ. Šimpanz a vesmír 1998. Praha: Vyšehrad, 1998. 181 s. Edice O hvězdách, atomech, životě a vědcích. ISBN 80-7021-204-7.
- KOUKOLÍK, František a Roman JIRÁK. Alzheimerova nemoc a další demence. Praha: Grada, 1998. 229 s. ISBN 80-7169-615-3.
- KOUKOLÍK, František. O nemocech a lidech. Ilustr. Miroslav Barták. Praha: Makropulos, ©1998. 367 s. ISBN 80-86003-20-5.
- KOUKOLÍK, František a Pavel KOUBSKÝ. Sova a vesmír : o hvězdách, atomech, životě a vědcích. Ilustr. Miroslav Barták. Praha: Vyšehrad, 1999. 145 s. Edice O hvězdách, atomech, životě a vědcích. ISBN 80-7021-291-8.
- KOUKOLÍK, František a Roman JIRÁK. Diagnostika a léčení syndromu demence. Praha: Grada, 1999. 156 S. ISBN 80-7169-716-8.
- KOUKOLÍK, František. Machiaveliánská inteligence : eseje ze třetí kultury v roce 2000. Praha: Makropulos, 1999. 224 s. ISBN 80-86003-26-4.
- František KOUKOLÍK. Lidský mozek : funkční systémy : normy a poruchy. Ilustr. František Koukolík a Marie Tuláčková. Praha: Portál, 2000. 359 s. ISBN 80-7178-379-X.
  - 2., aktualiz. a rozšíř. vyd. Praha: Portál, 2002. 451 s. ISBN 80-7178-632-2.
  - 3., přeprac. a dopl. vyd. Praha: Galén, 2012. 400 s. ISBN 978-80-7262-771-4.
  - 4., přeprac. a rozšíř. vyd. Praha: Galén, 2022. 443 s. ISBN 978-80-7492-604-4.
- KOUKOLÍK, František a Jana DRTILOVÁ. Život s deprivanty. I. Zlo na každý den. Praha: Galén, 2001. 390 s. Edice Makropulos; Velká řada. ISBN 80-7262-088-6.
- KOUKOLÍK, František a Jana DRTILOVÁ. Život s deprivanty. II. Základy stupidologie. Praha: Galén, 2002. 490 s. Edice Makropulos; Velká řada. ISBN 80-7262-078-9 [soubor: 80-7262-089-4].
- KOUKOLÍK, František. Josefu Švejkovi je 30 milionů let : eseje ze třetí kultury v roce 2001/2002. Praha: Galén, 2002. 324 s. Edice Makropulos; Velká řada. ISBN 80-7262-163-7.
- KOUKOLÍK, František. Já : o vztahu mozku, vědomí a sebeuvědomování. Praha: Karolinum, 2003. 382 s. ISBN 80-246-0736-0.
- KOUKOLÍK, František. Homo sapiens stupidus : eseje ze třetí kultury v roce 2002–2003. Praha: Galén. 2003. 327 s. Edice Makropulos; Velká řada. ISBN 80-7262-237-4.
- JIRÁK, Roman a František KOUKOLÍK. Demence: neurobiologie, klinický obraz, terapie. Praha: Galén, 2004. 335 s. ISBN 80-7262-268-4.
- MOTLOVÁ, Lucie a František KOUKOLÍK. Schizofrenie : neurobiologie, klinický obraz, terapie. Praha: Galén, 2005. 437 s. ISBN 80-7262-277-3.
- KOUKOLÍK, František a Jana DRTILOVÁ. Vzpoura deprivantů : nestvůry, nástroje, obrana. Nové přeprac. vyd. Praha: Galén, 2006. 327 s. Edice Makropulos. ISBN 80-7262-410-5, [1. dotisk 2008: 978-80-7262-410-2], [2. dotisk 2014: 978-80-7492-120-9].
- KOUKOLÍK, František. Sociální mozek. Praha: Karolinum, 2006. 269 s. ISBN 80-246-1242-9, [dotisk 2007: 978-80-246-1242-3].
- MOTLOVÁ, Lucie a František KOUKOLÍK. Citový mozek. Praha: Galén, 2007. 359 s.
- KOUKOLÍK, František. Proč se Dostojevskij mýlil? : o vědomí, empatii, altruismu, lásce, zlu a religiozitě. Praha: Galén, 2007. 216 s. ISBN 978-80-7262-482-9.
- KOUKOLÍK, František. Před úsvitem, po ránu : eseje o dětech a rodičích. Praha: Karolinum, 2008. 225 s. ISBN 978-80-246-1496-0.
- KOUKOLÍK, František. Jak si lidé hrají? : vědecké eseje z vysílání Českého rozhlasu Leonardo. Praha: Radioservis, 2009. 181 s. ISBN 978-80-86212-56-2.
- KOUKOLÍK, František a kol. Věřte své inteligenci – pomáhá to : soubor esejů a komentářů publikovaných v Medical Tribune 2005–2009. Praha : Medical Tribune CZ, c2009. 208 s. ISBN 978-80-87135-16-7.
- KOUKOLÍK, František. Mocenská posedlost. Praha: Karolinum, 2010. 278 s. ISBN 978-80-246-1825-8 (2013: ISBN 978-80-246-2355-9).
- KOUKOLÍK, František. Lidství: neuronální koreláty. Praha: Galén, 2010. 257 s. Makropulos. ISBN 978-80-7262-654-0.
- KOUKOLÍK, František. Jádro : televizní eseje. Praha: Galén, 2010. 312 s. Edice Makropulos. ISBN 978-80-7262-663-2.
- KOUKOLÍK, František. Všechno dopadne jinak : o minulosti, přítomnosti a především o pravděpodobné budoucnosti. Praha: Vyšehrad, 2011. 126 s. Edice Rozhovory. ISBN 978-80-7429-176-0.
- KOUKOLÍK, František. Zvíře politické : eseje o lidské nátuře. Praha: Galén, 2012. 356 s. Edice Makropulos. ISBN 978-80-7262-890-2.
- KOUKOLÍK, František. Nejspanilejší ze všech bohů : eseje. Praha: Karolinum, 2012. 233 s. ISBN 978-80-246-2042-8.
- KOUKOLÍK, František. Já : o mozku, vědomí a sebeuvědomování 2., přeprac. a dopl. vyd. Praha: Karolinum, ©2013. 224 s. ISBN 978-80-246-2249-1.
- KOUKOLÍK, František. Metuzalém : o stárnutí a stáří. Praha: Karolinum, ©2014. 228 s. ISBN 978-80-246-2464-8.
- KOUKOLÍK, František. Češi : proč jsme kdo jsme – a jak dál?. Praha: Galén, 2015. 419 s. ISBN 978-80-7492-129-2.
  - 2., rozšířené vyd. Praha: Galén, 2016. 451 s. ISBN 978-80-7492-234-3.
- KOUKOLÍK, František. Rozhodování. Praha: Karolinum, 2016. ISBN 978-80-246-3364-0.
- KOUKOLÍK, František. O lidech a životě. Praha: Galén, 2018. 454 s. ISBN 978-80-7492-368-5.
- KOUKOLÍK, František. Sociálně úspěšní psychopati, aneb, Vzpoura deprivantů 1996-2020. Praha: Galén, 2020. 217 s. ISBN 978-80-7492-473-6.
- KOUKOLÍK, František. Bulšit : o žvanění v organizacích, médiích, politice a vědě. Praha: Galén, 2021. 139 s. ISBN 978-80-7492-558-0.
- KOUKOLÍK, František. Chlap kousl psa: Lidé v roce 2021. Praha: Karolinum, 2021. 256 s. ISBN 978-80-246-4796-8.
- KOUKOLÍK, František. Břevno v oku: Lidé v roce 2022. Praha: Karolinum, 2022. 280 s. ISBN 978-80-246-5149-1.
- KOUKOLÍK, František. Odolnost: Přežít těžkou dobu. Praha: Galén, 2022. 111 s. ISBN 978-80-7492-616-7.
- KOUKOLÍK, František. Kočka se čtyřmi ocasy: Lidé v roce 2023. Praha: Karolinum, 2023. 264 s. ISBN 978-80-246-5469-0
- KOUKOLÍK, František. Krása: Od paleolitu ke kýči. Praha: Galén, 2023.179 s. ISBN 978-80-7492-640-2
- KOUKOLÍK, František. Stupidita: Zářný duch nad vodami lidských dějin. Praha: Galén, 2023. 163 s. ISBN 978-80-7492-642-6

## Překlady
- Francis Crick: Věda hledá duši – Překvapivá domněnka (Z anglického originálu The Astonishing Hypothesis. The Scientific Search for the Soul, Londýn 1994 přeložil a doslov napsal František Koukolík), Praha, Mladá fronta, Edice Kolumbus, 1997
- Pierce J. Howard: Příručka pro uživatele mozku (z originálu The owner’s manual for the brain přeložil František Koukolík), Praha, Portál 1998
- Robert Sternberg: Kognitivní psychologie (z amerického originálu přeložil František Koukolík … et al.) Praha, Portál 2002
- Antonio Damasio: Hledání Spinozy. Radost, strast a citový mozek (z anglického Looking for Spinoza, Joy, Sorrow, and the Feeling Brain přeložil MUDr. František Koukolík, DrSc.), Praha, Dybbuk 2004
- Elkhonon Goldberg: Jak nás mozek civilizuje (The executive brain. Frontal lobes and the civilized mind). Praha, Karolinum 2004
- Elkhonon Goldberg: Paradox moudrosti (The wisdom paradox). Praha, Karolinum 2006